# 아랍화

초기 무슬림의 정복 지역

아랍화(-化, 영어: Arabization, 아랍어: تعريب)는 비아랍 사회가 아랍인 사회로 변하는 사회·문화적 과정이다. 아랍어를 채택하는 언어 전환을 비롯하여 아랍의 문화, 문학, 예술, 음악, 민족 정체성, 기타 사회문화적 요소를 채택하거나 강한 영향 하에 놓이는 방식으로 이루어지는 문화 동화의 한 사례이다. 이 용어는 문화 자체 뿐 아니라 아랍인 문화를 채택하는 개인에게도 적용된다.
역사적으로 무슬림 세력이 중동과 북아프리카 전역을 정복한 이래, 아랍 문화와 언어는 비아랍 지역 주민과 아라비아 반도 본토의 아랍인 간 무역과 통혼을 통해 아라비아 반도 밖으로 확산되기 시작했다. 아랍어는 이러한 지역에서 링구아 프랑카로서 역할 하였고 시간이 지나 다양한 아랍어 방언이 형성되었다. 이 문화 확산은 여러 아랍 부족의 아랍인의 마그레브 이주와 같은 실제 아랍 인구의 이주를 통해서도 이루어졌다.

## 같이 보기
- 아랍인의 역사
- 이슬람의 확산
- 문화 동화
- 아랍 민족주의